# ピオーネ交通
有限会社ピオーネ交通は、岡山県高梁市に本社を置くタクシー事業者。

## 概説
旧社名は「川面タクシー」で社名通り、営業エリアは高梁市川面町中心であった。現在の社名に変更後、高梁市中心部に進出した。2022年に貸切バス事業に進出した。

## 拠点
- 本社 - 岡山県高梁市旭町1335
- 車庫 - 岡山県高梁市南町[1]

## 車種

### タクシー
トヨタ自動車製を主体で保有している。保有台数は7台（岡山県タクシー協会ホームページより）。
- トヨタ・プリウス
- トヨタ・ハイエース
- トヨタ・ルーミー
- トヨタ・アルファード

### バス
- 三菱ふそうローザ
- 日野リエッセ[3]
- 三菱ふそうエアロミディMJ[4]